# Anna Prus
Anna Prus (Zielona Góra, 21 mei 1981) is een Poolse actrice.